# Episodi di Furia (quarta stagione)
La quarta stagione della serie televisiva Furia è stata trasmessa in anteprima negli Stati Uniti d'America dalla NBC tra il 4 ottobre 1958 e il 4 aprile 1959.
| nº | Titolo originale         | Titolo italiano      | Prima TV USA     | Prima TV Italia |
| -- | ------------------------ | -------------------- | ---------------- | --------------- |
| 1  | The Littlest Horse Thief |                      | 4 ottobre 1958   |                 |
| 2  | Aunt Harriet             |                      | 11 ottobre 1958  |                 |
| 3  | Palomino                 | Palomino             | 18 ottobre 1958  |                 |
| 4  | Halloween                |                      | 25 ottobre 1958  |                 |
| 5  | Jailbreak                |                      | 1º novembre 1958 |                 |
| 6  | The Fire Watchers        |                      | 15 novembre 1958 |                 |
| 7  | The Ornithologists       |                      | 22 novembre 1958 |                 |
| 8  | The Unwanted Shepherd    |                      | 29 novembre 1958 |                 |
| 9  | Troubles Have Wings      |                      | 6 dicembre 1958  |                 |
| 10 | The Model Plane          | La borsa di studio   | 20 dicembre 1958 |                 |
| 11 | The Will                 |                      | 27 dicembre 1958 |                 |
| 12 | The Pulling Contest      |                      | 3 gennaio 1959   |                 |
| 13 | Ten Dollars a Head       | Dieci dollari a capo | 17 gennaio 1959  |                 |
| 14 | Feeling His Oats         |                      | 24 gennaio 1959  |                 |
| 15 | Bad Medicine             |                      | 31 gennaio 1959  |                 |
| 16 | Sonic Boom               |                      | 7 febbraio 1959  |                 |
| 17 | An Old Indian Trick      |                      | 14 febbraio 1959 |                 |
| 18 | The Relay Station        |                      | 21 febbraio 1959 |                 |
| 19 | Black Gold               |                      | 28 febbraio 1959 |                 |
| 20 | Girl Scout               |                      | 7 marzo 1959     |                 |
| 21 | House Guests             |                      | 14 marzo 1959    |                 |
| 22 | Joey's Jalopy            |                      | 4 aprile 1959    |                 |